# Lago Split (Manitoba)
El Lago Split es un lago ubicado en el río Nelson en Manitoba, Canadá. Hay un asentamientio ubicado en una península en la costa norte, con el mismo nombre. El lago tiene alrededor de 46 km (29 millas) de largo.
Los ríos Burntwood y Nelson desembocan en la parte oeste del lago. El río Grass se une al río Nelson justo antes de que desemboquen en el lago. El Nelson fluye hacia el este saliendo del lago, desembocando en el lago Clark. La Compañía de la Bahía de Hudson tuvo un puesto temporal aquí en 1798-1799.

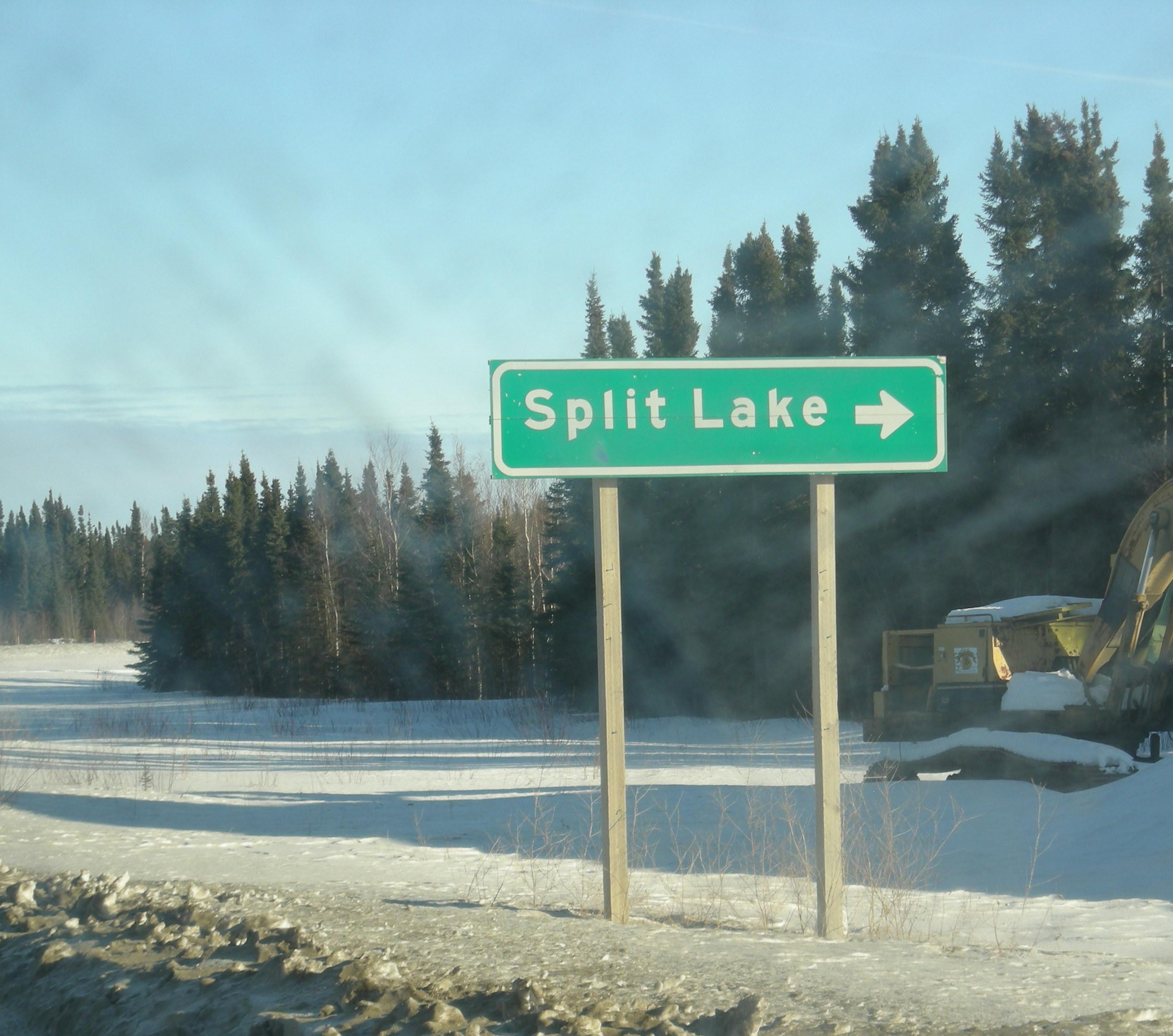
Señal de tráfico del lago Split